# Fluoruro de manganeso(II)

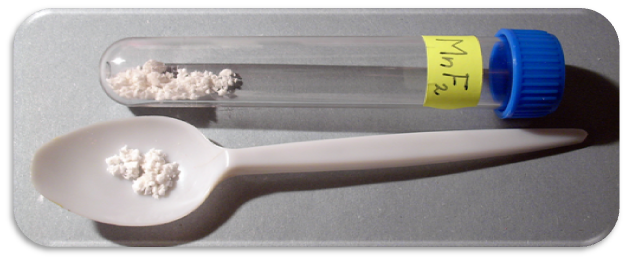
Fluoruro de manganeso(II)

El fluoruro de manganeso(II) es un compuesto químico. Su fórmula química es MnF2. Se obtiene reaccionando carbonato de manganeso(II) u óxido de manganeso(II) con ácido fluorhídrico. Se utiliza para hacer otros fluoruros de manganeso. También se utiliza en láseres. Es mucho menos reactivo que los otros fluoruros de manganeso.